# Heloderma horridum horridum
Heloderma horridum horridum is een ondersoort van de Mexicaanse korsthagedis (Heloderma horridum), die behoort tot de familie korsthagedissen (Helodermatidae).
De wetenschappelijke naam van de ondersoort werd voor het eerst voorgesteld door Wiegmann in 1829.
Heloderma horridum horridum heeft van de vier ondersoorten het grootste verspreidingsgebied en is ook het talrijkst. De ondersoort vertoont hierdoor de grootste variatie in vergelijking met de andere ondersoorten.